# Joel Barlow

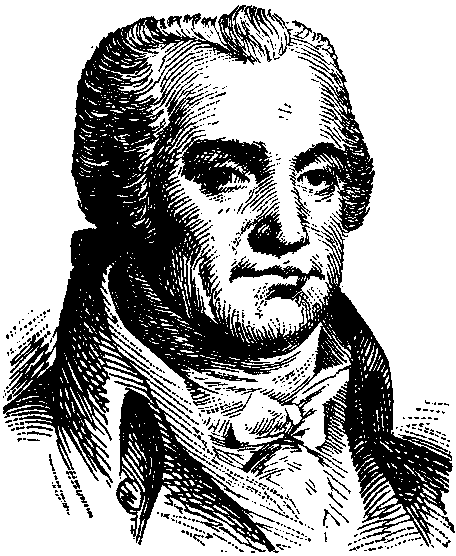
Joel Barlow

Joel Barlow (* 24. März 1754 in Redding, Colony of Connecticut; † 22. Oktober 1812 in Żarnowiec bei Krakau, Polen) war ein amerikanischer Dichter, Staatsmann und politischer Schriftsteller.

## Leben
Barlow studierte Rechtswissenschaft am Dartmouth College und später an der Yale University, wo er sich bereits durch mehrere Gedichte bekannt machte. Im Unabhängigkeitskrieg diente er, nach sechswöchiger Vorbereitung, bis 1783 als Feldprediger. Dann lebte er als Advokat und Redakteur einer Zeitung in Hartford, wo er bald zu den Hartford Wits gehörte. Er bearbeitete die Übersetzung der Psalmen von Isaac Watts für den Kirchengebrauch und debütierte 1787 mit dem Gedicht The Vision of Columbus, das, von glühendem Patriotismus erfüllt, begeisterte Aufnahme fand.
Als Agent der Scioto Land Company ging er 1788 nach Europa, um Ländereien anzubieten, ein Unternehmen, das nicht wenig zu der raschen Gründung des Staates Ohio beitrug. Während seines Aufenthalts in London gab er 1791 den Advice to the Privileged Orders (Band 1) und im nächsten Jahr das Gedicht Conspiracy of Kings, a Poem Addressed to the Inhabitants of Europe from another Quarter of the Globe heraus, zu welchem er durch den Bund der Kontinentalmächte gegen Frankreich veranlasst wurde.
Zugleich richtete er ein Schreiben an den Nationalkonvent in Paris, worin er diesen aufforderte, das Königtum abzuschaffen. Im Herbst 1792, vom Konstitutionsverein (London Society for Constitutional Information) in London nach Paris gesandt, fand er hier eine glänzende Aufnahme und wurde 1793 französischer Ehrenbürger sowie Kommissar für das neuerworbene Savoyen.
Dort schrieb er das beliebte komische Heldengedicht Hasty Pudding. Im Jahre 1795 wurde er zum amerikanischen Bevollmächtigten für Algier ernannt, wo er im Auftrag George Washingtons Verträge mit den Barbareskenstaaten Algier, Tunis und Tripolis schloss und die Freilassung der dort gefangenen Amerikaner bewirkte. 1797 war er wieder in Paris.
Durch kaufmännische Spekulation reich geworden, kehrte er 1805 nach Amerika zurück und ließ sich bei Washington nieder, um sich in ländlicher Zurückgezogenheit fortan ganz den Wissenschaften zu widmen. 1811 ernannte ihn Präsident James Madison zum Gesandten in Paris; als solcher starb er, von Napoléon Bonaparte zu einer Konferenz nach Vilnius berufen, am 22. Oktober 1812 in Żarnowiec bei Krakau. Seit 1809 war er gewähltes Mitglied der American Philosophical Society.

## Werke (Auswahl)
- 1787 – The vision of Columbus: a poem, in nine books. London
- 1792 – The conspiracy of kings; a poem: addressed to the inhabitants of Europe, from another quarter of the world. London: J. Johnson
- 1792 – A letter to the National Convention of France, on the defects in the constitution of 1791, and the extent of the amendments which ought to be applied. London: J. Johnson
- 1794 – Avis aux ordres privilégiés, dans les divers etats de l'Europe, tiré de la nécessité, dans le sens proprement dit, d'une révolution génèrale dans le principe de gouvernement. Londres: J. Jonhson
- 1795 – A letter, addressed to the people of Piedmont, on the advantages of the French Revolution, and the necessity of adopting its principles in Italy. London: Daniel Isaac Aeton
- 1800 – Letters from Paris, to the citizens of the United States of America, on the system of policy hitherto pursued by their government relative to their commercial intercourse with England and France, &c. London: James Ridgway
- 1970 – Works of Joel Barlow. Volume I: Prose; Volume II: Poetry.  Gainesville, Fla.,: Scholars’ Facsimiles & Reprints